# Dikgang Moseneke

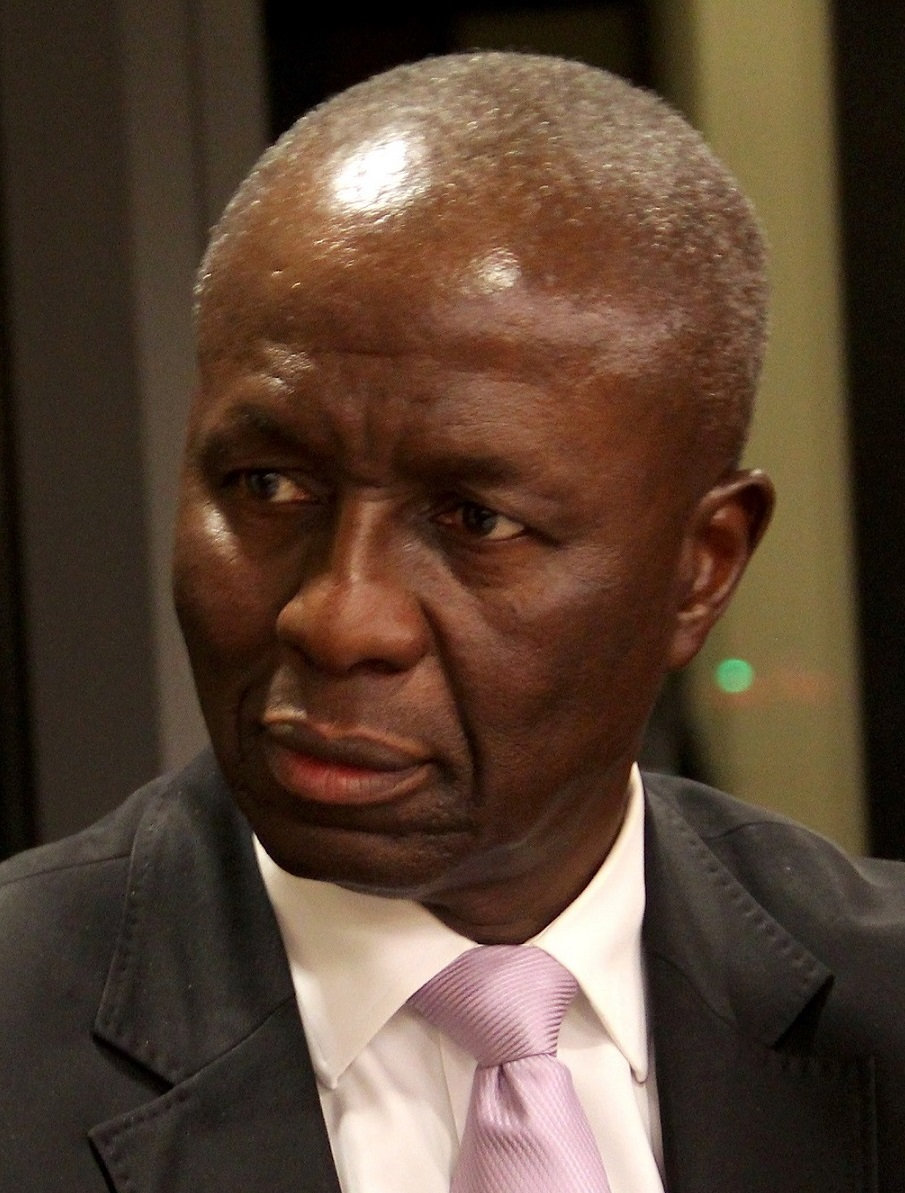
Moseneke (2013)

Dikgang Ernest Moseneke (* 20. Dezember 1947 in Pretoria) ist ein südafrikanischer Jurist. Von 2005 bis 2016 war er stellvertretender Vorsitzender Richter des Verfassungsgerichts der Republik Südafrika.

## Leben
Moseneke wurde als ältestes von vier Kindern des Lehrers Samuel John Sedise Moseneke und dessen Frau Karabo Mabel in Pretoria geboren. Dort besuchte er die Grund- und die weiterführende Schule. Mit 14 Jahren trat er dem Pan Africanist Congress (PAC) bei, im Alter von 15 Jahren wurde er wegen Protestierens gegen die Apartheid verhaftet und zu zehn Jahren Haft verurteilt. Den größten Teil seiner Haft verbrachte er auf Robben Island, wo er sich mit Nelson Mandela befreundete und unter anderem mit der Fußballmannschaft in der Makana Football Association spielte. Zudem erlangte er währenddessen seinen Schulabschluss und studierte Anglistik und Politikwissenschaften. Später wurde ihm von der Universität von Südafrika der akademische Grad des Bachelor of Laws verliehen. Nach seiner Entlassung begann er seine berufliche Karriere als Mitarbeiter in der Rechtsabteilung der Klagbruns Inc., bevor er 1978 als Rechtsanwalt zugelassen wurde und in einer Rechtsanwaltskanzlei in Pretoria praktizierte. Ab 1983 war er als Prozessanwalt (advocate) in Johannesburg tätig.
1990 wurde er stellvertretender Vorsitzender des PAC. Als Mitglied eines Fachausschusses war er 1993 maßgeblich an der Ausarbeitung der Übergangsverfassung beteiligt. Im folgenden Jahr wurde er zum stellvertretenden Vorsitzenden der südafrikanischen Wahlkommission gewählt. Zwischen 1995 und 2001 gehörte Moseneke dem Vorstand verschiedener Firmen, wie etwa der Telkom South Africa und MetLife, an. Im November 2001 wurde er zum Richter am North Gauteng High Court in Pretoria ernannt. Am 29. November 2002 bestellte Präsident Thabo Mbeki ihn zum Richter am Verfassungsgericht der Republik Südafrika. Dort nahm er von Juni 2005 bis 2016 das Amt des stellvertretenden Vorsitzenden des Gerichts wahr. 2006 löste er Richard Goldstone als Kanzler der Witwatersrand-Universität ab.
Im Juni 2018 wurde er anstelle von Präsident Cyril Ramaphosa Leiter des SADC-Mediationsteams in Lesotho, das eine Verfassungsreform des Landes vorantreiben soll.
Am 4. Januar 2024 ernannte die südafrikanische Regierung Moseneke zum Ad-hoc-Richter am Internationalen Gerichtshof in der Klage Südafrika gegen Israel wegen des Vorwurfs des Völkermords an den Palästinensern im Gaza-Streifen.

## Mitgliedschaften und Auszeichnungen (Auswahl)
- Gründungsmitglied der Black Lawyers’ Association
- Stellvertretender Vorsitzender des Nelson Mandela Children’s Fund
- Ehrendoktorwürde der Universität Limpopo
- Ehrendoktorwürde der Technischen Universität Tshwane
- Ehrendoktorwürde der City University of New York

## Publikationen (Auswahl)
- Establishing social consensus on the shifting boundaries between judicial and executive functions of state : lessons from the recent past. Nelson Mandela Metropolitan University, Port Elizabeth 2009, (Griffiths and Victoria Mxenge memorial lecture).
- Transformative constitutionalism : its  implications for the law of  contract. In: Stellenbosch Law Review. 20, Nr. 1, 2009, ISSN 1016-4359, S. 3–13.
- Striking a balance between the will of the people and the supremacy of the Constitution : notes. In: South African Law Journal international. 129, Nr. 1, 2012, ISSN 0038-2388, S. 9–22.